# Hans Böhm
Hans Böhm, também conhecido como "Timpanista de Niklashausen" (Pauker von Niklashausen) ou Flautista de Niklashausen (Pfeifer von Niklashausen), (* por volta de 1458 em Helmstadt; † 19 de julho de 1476 em Wurtzburgo), era pastor de gado, músico e pregador.
Na quaresma de 1476, começou a fazer sermões em Niklashausen, nos quais dizia que tinha visões da Virgem Maria e defendia a igualdade social entre os homens, a propriedade comum da terra e condenava a vaidade e a ganância dos nobres e do alto clero. Tais sermões tiveram grande repercussão, de modo que ele foi aclamado, por muitos, como um “jovem santo” e "profeta querido". Houve relatos de curas milagrosas e até de ressurreições.
Por outro lado, as autoridades eclesiásticas e seculares procuraram conter esse movimento, desse modo, em 12 de julho de 1478, Rudolf II de Scherenberg, então Bispo de Diocese de Wurtzburgo, ordenou sua prisão que resultou em condenação à morte como herege em um processo sumário.
Em 19 de julho de 1476, foi queimado em uma fogueira em Würzburg, apesar do protesto contra a sua condenação, que chegou a reunir entre 12 mil e 16 mil pessoas desarmadas, maior parte desses camponeses da Francônia. A repressão ao protesto resultou em cerca de 40 mortes e 108 prisões.

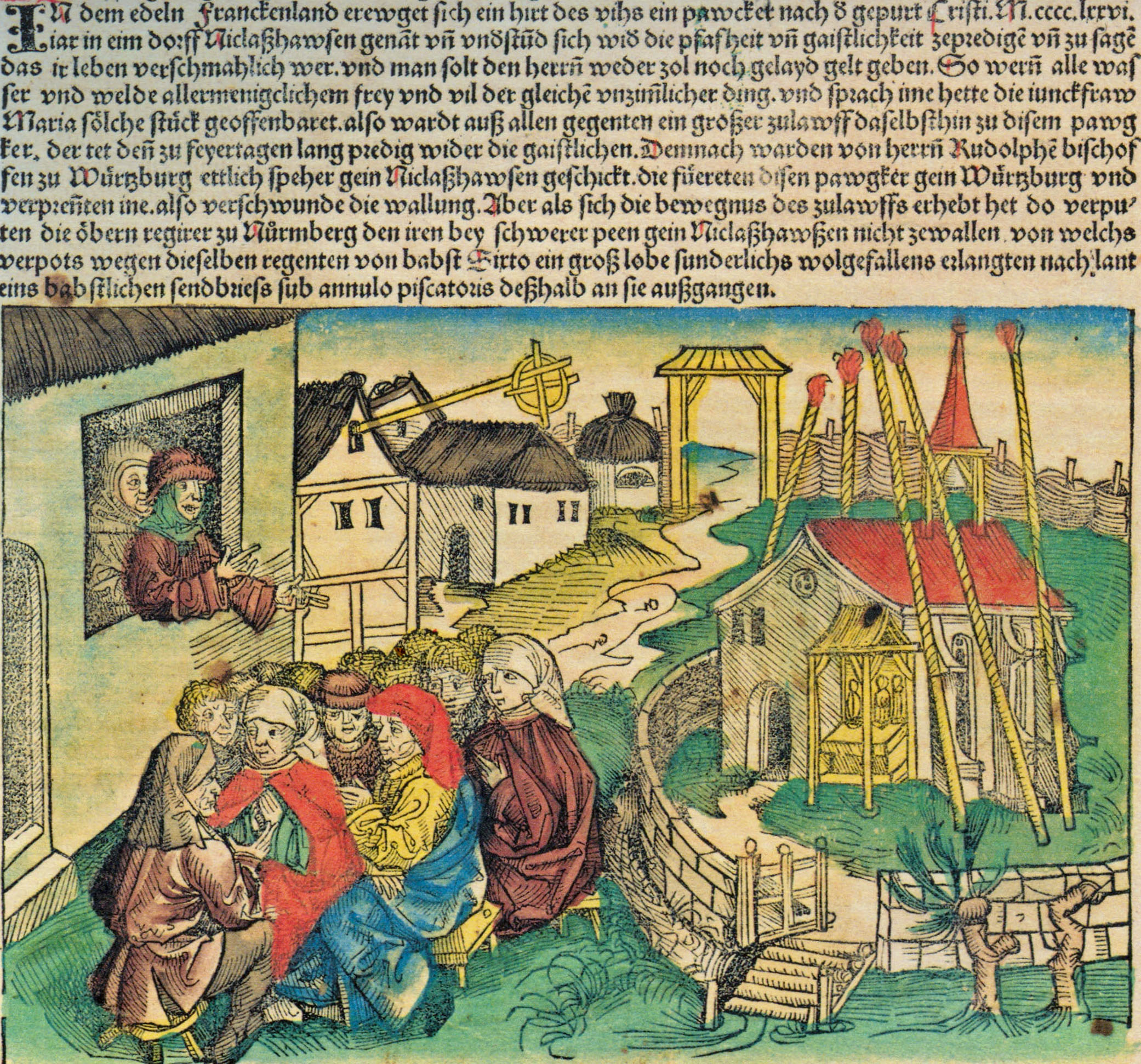
O Timbaleiro de Niklashausen

.

## Histórico
Acredita-se que:

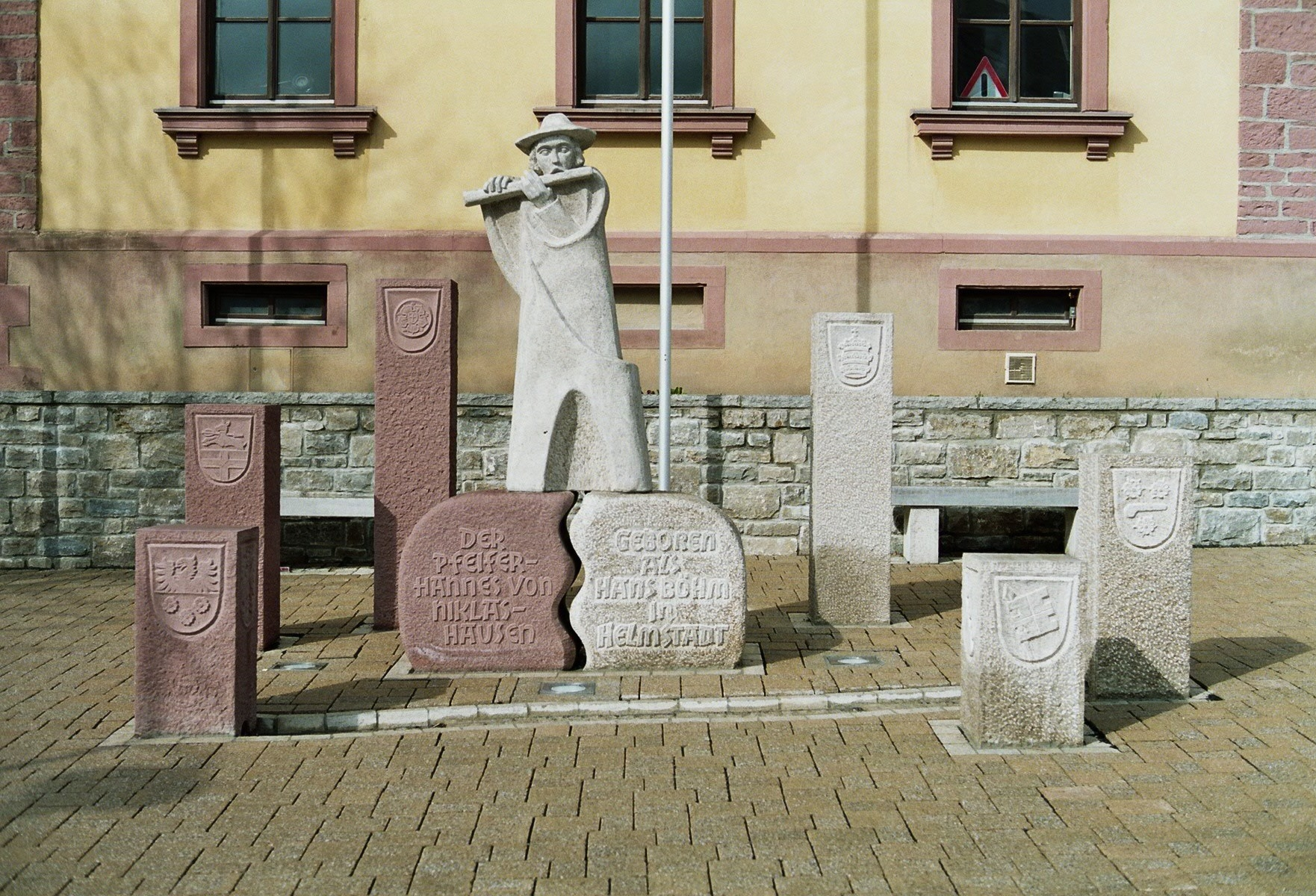
Escultura do flautista de Niklashausen, em Helmstadt.

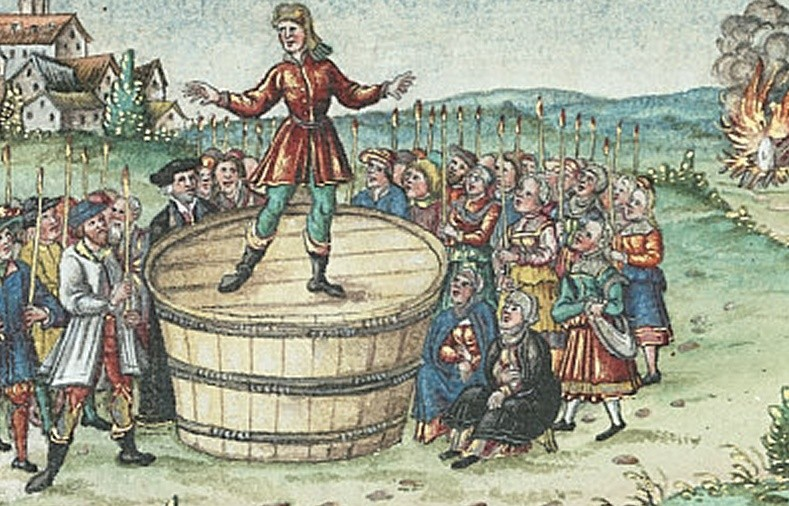
Ilustração de Hans Böhm fazendo uma pregração.

1. tenha nascido em uma família que emigrou da Boémia para a Francônia em decorrência das perseguições do período das Guerras Hussitas (1420-1434), por volta de 1458 em Helmstadt, no Distrito de Würzburgo, na Baixa Francónia;
2. ainda criança ficou órfão e teve que trabalhar como pastor.[2]

Dizia que tinha tido visões da Virgem Maria nas quais a Virgem anunciava um julgamento iminente de Deus contra todos os pecadores, razão pela qual as pessoas deveriam demonstrar arrependimento por meio de peregrinações a Niklashausen.
Costumava subir em um barril, durante suas pregações.
Durante a sua primeira primeira pregação, em frente à pequena igreja de Niklashausen, Hans Böhm, em um sinal de desprendimento dos bens materiais, queimou seu tambor, o que causou grande repercussão.
Depois de apenas uma semana, muitos peregrinos das áreas vizinhas vieram a Niklashausen para pedir misericórdia à Virgem Maria e ouvir a mensagem do jovem pregador. Ele proclamou que todos deveriam primeiro dizer adeus aos seus próprios pecados para que um mundo melhor pudesse surgir. Como um sinal visível de expiação, ele pediu joias, cordões de seda, tapa-peito, sapatos pontiagudos e outros artigos de luxo como oferendas.
De acordo com essas provas simbólicas de expiação ele pregou um novo reino de Deus na terra para os peregrinos com as seguintes ideias principais:
- A ganância da nobreza e do alto clero estava condenada pelo julgamento de Deus;
- Todos deveriam obter os bens com o trabalho de suas próprias mãos e deveriam compartilhar o excedente com os necessitados;
- As diferenças de classe, impostos e trabalho compulsório deveriam ser abolidos;
- Os campos, prados, pastagens, florestas e corpos d'água deveriam ser propriedades comunais;
- Essas visões de aspecto comunista[3] inspiraram as pessoas e atraíram cada vez mais peregrinos.

Inicialmente as autoridades eclesiásticas tentaram desacreditá-lo por meio de pessoas enviadas para contestá-lo em público, mas Hans Böhm conseguiu conseguiu superá-los com sucesso, mantendo sua credibilidade frente aos seus seguidores.
Nesse contexto, alguns poderosos acreditavam, considerando que os seguidores de Hans Böhm não tinham praticados atos violentos, que era melhor não agir e deixar que o movimento se dissipasse normalmente. Por outro lado, outros defendiam uma ação preventiva. Esse segundo grupo, começou a espalhar rumores para justificar medidas repressivas.
No final de junho de 1476, ocorreu em reunião em Aschafemburgo, na qual, os conselhos episcopais de Mainz e Würzburgo decidiram enviar informantes e provocadores à pregação de 2 de julho para levantar as razões que justificassem a prisão de Böhm e de um monge que o incentivava.
As prisões ocorreram na noite de 13 de julho, na ocasião, Böhm e o monge foram abordados enquanto dormiam. Böhm foi levado para a Fortaleza de Marienberg em Würzburgo, enquanto que o monge foi levado para Aschafemburgo.
Em protesto contra a sua prisão, na noite de 14 de julho, seus seguidores organizaram uma procissão em direção à Würzburgo. A procissão reuniu cerca de 16.000 peregrinos que marcharam em direção à Würzburg, cantando canções cristãs e carregando vela volitivas acesas.
A repressão ao protesto resultou em cerca de 40 mortes e 108 prisões.
No interrogatório, o monge preso revelou que achou os ensinamentos de Hans Böhm similares aos de João de Capistrano.